# Bredbladet timian
Bredbladet timian (Thymus pulegioides) er en 5-25 cm høj dværgbusk med en kraftig duft, som er ret almindelig i de østlige dele af Danmark. Den dyrkes af og til som stenbedsplante. Den ligner smalbladet timian, men har tydeligt firkantede stængler. To af siderne er brede og lidt konvekse, mens de to andre er flade eller lidt konkave. Alle overjordiske dele af planten dufter stærkt, men forskelligt fra individ til individ.

## Beskrivelse
Bredbladet timian er en stedsegrøn dværgbusk med en krybende til opstigende, busket vækstform. Stænglerne er tydeligt firkantede med et rektangulært tværsnit og behåring langs kanterne. Bladene er modsat stillede, stilkede og spatelformede med hel rand. Oversiden er grågrøn og fint håret, mens undersiden blot er en smule lysere.
Blomstringen foregår i juli-august, hvor man finder blomsterne samlet i endestillede hoveder. De enkelte blomster er 5-tallige og uregelmæssige (kun ét symmetriplan) med lyserøde kronblade. Frugterne er kapsler med mange frø.
Rodsystemet består af en kraftig og dybtgående pælerod og et fint forgrenet net af siderødder.
Højde x bredde og årlig tilvækst: 0,10 x 0,25 m (1 x 2,5 cm/år).

## Hjemsted
Bredbladet timian er naturligt udbredt i det meste af Europa. I Danmark findes den på Øerne og i det østlige Jylland, mens den mangler på Bornholm og er sjælden i Vestjylland. Arten er knyttet til lysåbne voksesteder med veldrænet, kalkrig og næringsfattig jord.
I dalstrøget nord for Oslo findes arten på varmeprægede steder med tyndt muldlag sammen med bl.a. dragehoved, sandløg, blodrød storkenæb, en dværgmispel-art, knoldet mjødurt, skovjordbær og Vincetoxicum rossicum (en art af svalerod)
| Portal | Portal:Botanik |